# The Adventures of Don Coyote and Sancho Panda
The Adventures of Don Coyote et Sancho Panda est une série d'animation américano-italienne en 26 épisodes de 30 minutes, diffusée entre le 16 septembre 1990 et le 8 décembre 1991 en syndication.
Cette série est inédite dans tous les pays francophones.
La série est très librement fondée sur les personnages de Don Quichotte et de Sancho Panza du roman de Cervantes.

## Synopsis
Don Coyote est un épéiste qui parcourt le pays en quête d'aventures, avec l'aide de son noble cheval Rosinante, de Sancho Panda et son âne cynique, Dapple. Ces croisés de la chevalerie parcourent la campagne en combattant pour la vérité, la justice et la beauté. Leurs tentatives pour le faire sont compliquées par l'état de déséquilibre mental de Don Coyote et le fait de confondre constamment les objets du quotidien avec des monstres horribles. Don Coyote réussit cependant, mais toujours par accident.

## Fiche technique
Sauf indication contraire, les informations mentionnées dans cette section peuvent être confirmées par la base de données cinématographiques IMDb,  présente dans la section « Liens externes ».
- Titre original : The Adventures of Don Coyote et Sancho Panda
- Réalisation : Robert Alvarez, Don Lusk, Jay Sarbry, Paul Sommer, Carl Urbano et Ray Patterson
- Scénario : Cliff Roberts, Sam Graham, Gary Greenfield, Chris Hubbell, Fred Kron, Arthur Alsberg, Don Nelson, Eric Alter, Barry E. Biltzer
- Photographie :
- Musique : Clark Gassman et Michael Tavera
- Casting : Kris Zimmerman
- Montage : Gil Iverson
- Décors :
- Costumes :
- Animation : Robert Alvarez, Joan Drake, Bill Hutten, Ed Love, Tony Love, Sam Nicholson, Joanna Romersa et Allen Wilzbach
- Producteur : Kay Wright
  - Producteur délégué : Joseph Barbera, William Hanna et Paul Sabella
  - Producteur superviseur : Sam Ewing
- Sociétés de production : Hanna-Barbera Productions et Rai
- Société de distribution : Worldvision Enterprises
- Chaîne d'origine : Syndication
- Pays d'origine :  États-Unis
- Langue originale : anglais
- Genre : Animation
- Durée : 30 minutes
- Dates de première diffusion :
  - États-Unis : 16 septembre 1990
  - Italie : 1992

## Distribution

### Acteurs principaux et secondaires
- Frank Welker : Don Coyote
- Don Messick : Sancho Panda
- Tim Curry
- Renae Jacobs

### Invités
- Michael Bell
- Gregg Berger
- Sorrell Booke
- Thom Bray
- Ruth Buzzi
- Hamilton Camp
- Townsend Coleman
- Didi Conn
- Peter Cullen
- Brian Cummings
- Keene Curtis
- Massimo Dapporto
- Jennifer Darling
- Barry Dennen
- Héctor Elizondo
- Steve Franken
- George Furth
- Brad Garrett
- Joan Gerber
- Henry Gibson
- Ed Gilbert
- Jonathan Harris
- Phil Hartman
- Jerry Houser
- Helen Hunt
- Tony Jay
- Arte Johnson
- Stacy Keach
- Sherry Lynn
- Kenneth Mars
- Allan Melvin
- Stacey Nelkin
- Alan Oppenheimer
- Ron Palillo
- Julie Payne
- Peter Renaday
- Robert Ridgely
- Joan Roberts
- Avery Schreiber
- Susan Silo
- Kath Soucie
- Kristoffer Tabori
- Jeffrey Tambor
- Marcelo Tubert
- Leo Valeriano
- Scott Menville

## Épisodes

### Saison 1
1. Pity the Poor Pirate
2. Not a Ghost of a Chance
3. The Horse Who Would Be King
4. Veni Vidi Viking
5. Don Coyote Meets Robin Hood
6. Rosinante by a Nose
7. The Reluctant Brides
8. Surely You Joust
9. Double Don
10. Don Coyote & the Flying Gargoyle
11. Don Coyote and the Masked Avenger
12. Shrink, Shrank, Shrunk
13. Who's Got the Genie

### Saison 2
1. Sancho's Island
2. Vincente the Inventor
3. Sir Sancho the Nearly Knight
4. Don't Monkey with the Baby
5. Don Coyote & the Contessa
6. Don Coyote & the Deep Sea
7. A Knight in Arabia
8. Goodbye Rosinante
9. Don Coyote's Fire-Breathing Friend
10. The Haunted Inheritance
11. Don Coyote & the Feudin' Families
12. Don Coyote & the Christmas Bell
13. Don Coyote & the Secret Weapon